# 沖縄警察署

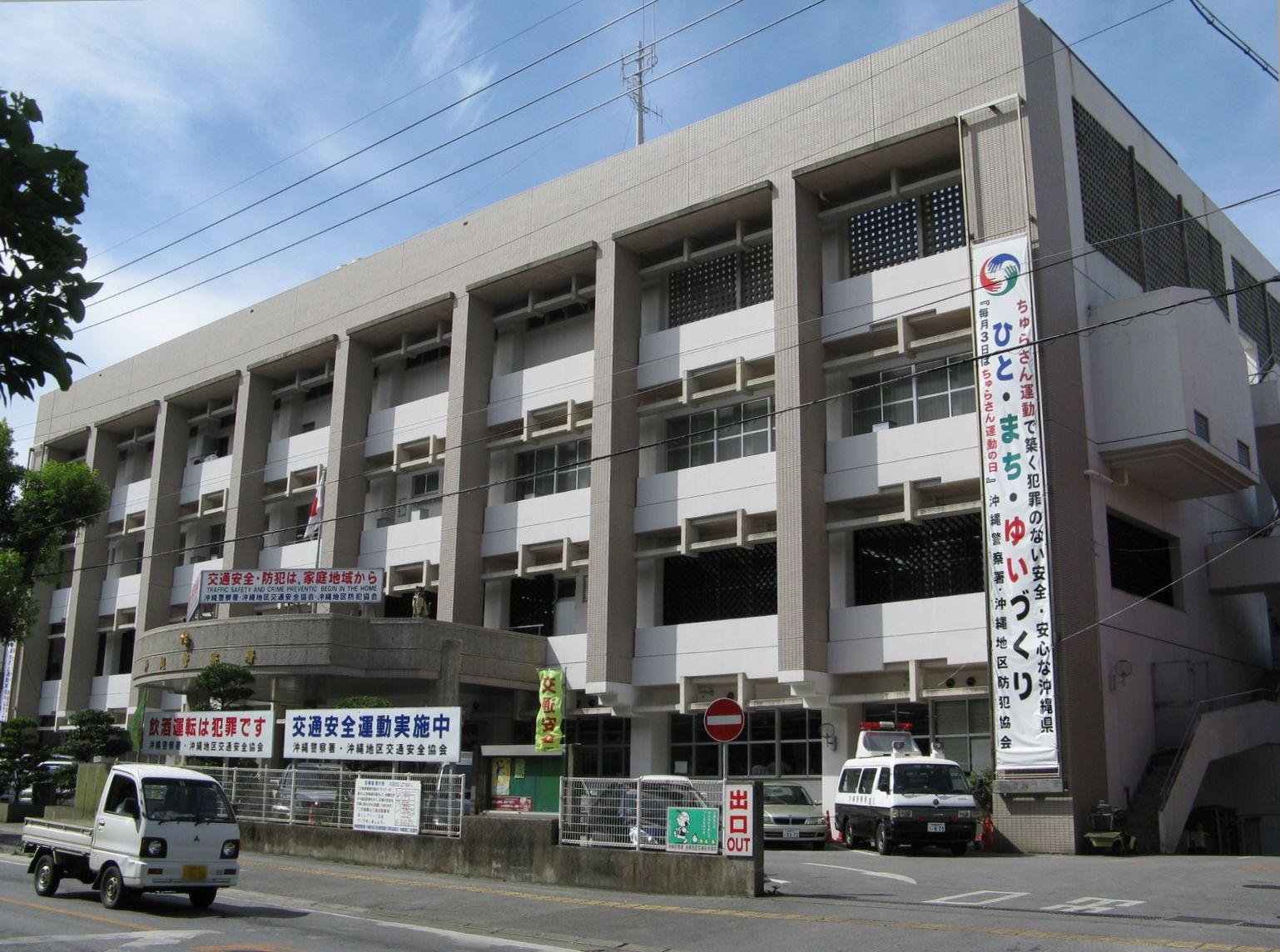
胡屋に所在していた旧庁舎

沖縄警察署（おきなわけいさつしょ）は、沖縄県沖縄市山里にある沖縄県警察管轄の警察署。大規模警察署であり、署長は警視正。管轄区域は沖縄市と中頭郡北谷町および同北中城村。

## 所在地
- 沖縄県沖縄市山里2丁目4番20号

プラザハウスショッピングセンター向かい。なお、旧庁舎は胡屋交差点近くの沖縄市胡屋2丁目4番3号に所在した。

## 管轄区域
- 沖縄市
- 中頭郡
  - 北谷町
  - 北中城村

## 概要
元々「コザ警察署」という名称だったが、1974年（昭和49年）にコザ市と中頭郡美里村が合併し沖縄市になったのに伴い、現在の名称となる。
復帰前は具志川村（のちの具志川市で現在のうるま市）・与那城村・勝連村（いずれも現在のうるま市）も管轄していたが、具志川村が市に昇格されたのを機に具志川警察署（現在のうるま警察署）に分離した。
かつては北中城村のうち、沖縄市との境界に近い島袋と比嘉の2集落も当警察署の管轄で、その他の地域は宜野湾警察署の管轄であったが、庁舎移転に伴い北中城村全域が沖縄警察署の管轄となった。
沖縄県道20号線の拡張工事に伴い国道330号沿いの沖縄市山里に移転し、2012年10月9日より新庁舎にて業務を開始した。

## 組織
出典：

### 交番
- コザ交番（沖縄市胡屋に所在の大型交番であり、交番所長は警部である。）
- 越来交番（沖縄市越来）
- 知花交番（沖縄市知花）
- 中之町交番（沖縄市上地）
- 桃原交番（沖縄市南桃原）
- 泡瀬交番（沖縄市泡瀬）
- 北谷交番（北谷町字上勢頭）
- 北前交番（北谷町北谷）
- 美浜警備派出所（北谷町字美浜）

### 駐在所
- 大城駐在所（北中城村字大城）
- 北中城駐在所（北中城村字仲順）
- 砂辺駐在所（北谷町字砂辺）

大城駐在所、北中城駐在所は当庁舎の移転に伴う管轄区域の変更により、2012年12月1日をもって宜野湾警察署から移管された。

## 周辺
- プラザハウスショッピングセンター

### 旧庁舎周辺
- 沖縄市役所
- 沖縄郵便局
- コザ信用金庫本店
- 沖縄市街（空港通り・沖縄市一番街・中央パークアベニュー）
- 胡屋十字路

## 暴動

### 1970年コザ暴動
1970年12月20日、在日アメリカ軍と地域住民が衝突するコザ暴動が発生。複数のアメリカ人（兵）が暴行を受け、多数の車両が放火されたほか、嘉手納基地近くにあったコザ警察署中之島派出所も投石で破壊された。琉球警察は全警察官に非常召集をかけたが、コザ警察署員の多くは前日に行われた「毒ガス即時全面撤去要求県民大会」の警備に駆り出されて自宅待機となっていたため初動に時間を要した。その中でも残っていた警察官に加え、署に駆け付けた知念副主席が陣頭指揮を執った。那覇市から機動隊が出動することで鎮静化に向かった。

### 2022年の暴動
2022年1月27日未明、本署に出向中の宮崎県警察の警察官が、バイクで走行中の高校生を暴走族と誤認し、職務質問を行おうとした際、何らかの理由で高校生と当該警官の警棒が接触し高校生が救急搬送されるという事件が起きた。この事件がSNSを中心に広まった結果、同日深夜から翌28日未明にかけて本署前に被害者の仲間と見られる若者約300人が集まり、施設や車両の窓ガラスが破壊されるなどの大規模な襲撃を受けた。その後2022年11月2日、科学捜査研究所による警棒に付いたDNA鑑定などの検証結果から警察官の対応は過失では無く故意と認められ、暴力行為は適切な対応では無く問題があったとして、特別公務員暴行陵虐致傷容疑で当該警官を書類送検した。なお、この失明した高校生への誹謗中傷などがSNS上で拡散されたが、事実では無く、暴走行為とは全くの無関係であった。
一方、警察署の襲撃については、2022年12月までに高校生を含む16歳から19歳の少年7人が暴力行為等処罰法違反（集団的器物損壊）の容疑で逮捕、さらに2023年1月には同容疑で暴力団員を逮捕した。暴力団員は男は少年らにSNSで沖縄警察署に集まるよう呼びかけるよう指示するとともに、襲撃の様子をライブ配信させていた。2024年2月、沖縄県は警察署襲撃に関わった少年らとその親ら38人に対して約412万円の損害賠償請求を行う方針を示した。
2024年3月11日、那覇地方裁判所 （小野裕信裁判長）は暴力行為等処罰法違反（集団的器物損壊）などの罪で指定暴力団旭琉會系組員の男に懲役2年4月の実刑を言い渡した。小野裁判長は関係者供述から「被告が当初から集団による器物損壊を想定して人集めを指示したことは揺るぎなく認められる」と指摘。襲撃事件に事前共謀はなく自然発生的に起きたなどとした弁護側の主張を退けた。

## 主な未解決事件
- 第6次沖縄抗争の際に発生した警察官射殺事件（被疑者は現在も逃亡中で、全国に指名手配されている。）